# Razliv, Sofia
Razliv (în bulgară Разлив) este un sat în comuna Praveț, regiunea Sofia,  Bulgaria. 

## Demografie
Componența etnică a satului Razliv
     Bulgari (63,35%)
     Romi (30,9%)
     Nicio identificare (5,74%)
     Altele (0%)
La recensământul din 2011, populația satului Razliv era de 644 locuitori. Din punct de vedere etnic, majoritatea locuitorilor (63,35%) erau bulgari, cu o minoritate de romi (30,9%). Pentru 5,74% din locuitori nu este cunoscută apartenența etnică.